# Santa Isabel do Pará
Santa Isabel do Pará este un oraș în Pará (PA), Brazilia.